# Phrynobatrachus elberti
Phrynobatrachus elberti és una espècie de granota que viu al Txad i, possiblement també, a la República Centreafricana.